# Костёр (сборник стихов Гумилёва)
«Костёр» — шестой сборник стихов Николая Гумилёва, выпущенный в 1918 году петроградским журналом «Гиперборей».

## Создание и публикация
Работа над будущим «Костром» была начата Гумилёвым еще в 1916 rоду, коrда поэт составил рукописный сборник «Отлуние», включавший восемь стихотворений, шесть из которых затем вошли в «Костер»: «Змей», «Андрей Рублёв», «Деревья», «Городок», «Второй год», «Детство», «Рабочий», «Перед ночью северной, короткой…» Затем этот список был дополнен стихами 1917—1918 годов.
Книга вышла в начале июля 1918, почти одновременно с «Фарфоровым павильоном» и «Миком», вскоре после возвращения поэта в Россию. В состав сборника вошли стихотворения 1916 — мая 1918, часть из которых ранее уже публиковалась в журналах.
В хранящейся в архиве М. Л. Лозинского рукописи сборника, содержащей авторское оглавление, состав и порядок стихов несколько отличаются от печатного варианта, так, вместо «Змея» должно было стоять французское стихотворение «Miniature persane».
В состав сборника в переработанном виде вошли девять стихотворений парижского цикла («Канцона вторая», «Канцона третья», «Самофракийская Победа», «Роза», «Телефон», «Рассыпающая звёзды», «О тебе», «Сон», «Эзбекие»), написанных для альбома Елены Дюбуше, в которую Гумилев был безнадёжно влюблён в период своей службы во Франции в 1917—1918 годах. В первоначальной редакции эти стихи были изданы в 1923 году в берлинском сборнике «К Синей звезде».

## Состав сборника
- Деревья
- Андрей Рублёв
- Осень
- Детство
- Городок
- Ледоход
- Природа
- Я и вы
- Змей
- Мужик
- Рабочий
- Швеция
- Норвежские горы
- На Северном море
- Стокгольм
- Творчество
- Утешение
- Прапамять
- Канцона первая («В скольких земных океанах я плыл…»)
- Канцона вторая («Храм мой, Господи, в небесах…»)
- Канцона третья («Как тихо стало в природе!..»)
- Самофракийская Победа
- Роза
- Телефон
- Юг
- Рассыпающая звёзды
- О тебе
- Сон
- Эзбекие

## Критика
Из-за обстоятельств гражданской войны и закрытия большевиками многих печатных изданий критических отзывоа на публикацию было немного. А. Я. Левинсон (Жизнь искусства, № 22, 24.11.1918) замечает, что новый сборник, в отличие от радостно-фантастического «Колчана», проникнутого душевным подъёмом первого года войны, представляется эпизодом, довольно кратким (всего из 29 стихотворений) интермеццо, душа поэта погружена в «марево северных туманов, в чистилище смутных кошмаров», и сам автор ощущает свои творения как «зловещую ночных видений тетрадь». При этом критик опровергает расхожее мнение о Гумилёве как «парнасце», то есть строгом формалисте, ищущем лишь стилистических красот и упоительных созвучий, обнаруживая в его стихах тонкую лирику и юмор.
Вадим Шершеневич, опубликовавший («Свободный час» 1918, № 7) под псевдонимом «Г. Гальский» рецензию с красноречивым названием «Панихида по Гумилёву», считает, что тот, подобно Брюсову, исписался, три выпущенные им книги — гениальный плагиат того, что должен был написать (и, возможно, ещё напишет Брюсов). Критик громит сборник на примере стихотворения «Рабочий» и в завершение пишет, что во всей этой унылой книге найдётся от силы одно или два стихотворения, за которые автору может быть не стыдно.
Василий Гиппиус в заметке, впервые опубликованной в 1994 году, сравнил последние сборники Гумилёва с пряниками, и нашел, что при всей серьезности некоторых стихотворений, автор и в них улыбается, сравнивает его с Северянином (то ли Гумилёв — облагороженный Северянин, то ли Северянин — опошленный Гумилёв), пишет, что в то время, когда начался голод, соблазнительно обманывать себя и других пряниками, но скоро станет не до гумилёвских стилистических изысков.

## Второе издание
Сборник был переиздан в 1922 году Гржебиным в Берлине, по-видимому, из чисто коммерческих соображений, так как вокруг убитого большевиками Гумилёва начала складываться легенда. Новое издание вызвало отклики в эмигрантской прессе и советской печати; в последней критические заметки, неизбежно носившие некрологический характер, публиковались до 1924 года, когда имя Гумилёва было запрещено упоминать и он перешёл в разряд «подземных» русских классиков.

## Позднейшие оценки
Марина Цветаева писала в воспоминаниях по поводу сборника и стихотворения «Мужик»: «Не «мэтр» был Гумилёв, а мастер: боговдохновенный и в этих стихах уже безымянный мастер, скошенный в самое утро своего мастерства-ученичества, до которого в «Костре» и окружающем костре России так чудесно — древесно! — дорос».
А. И. Павловский отмечает неожиданное для певца экзотики и дальних странствий появление русской темы:

Он пишет проникновенно-лирические стихи о русском детстве, сохранившемся в его памяти нежным воспоминанием, о русской багряно-рябиновой осени, о провинциальном городке «над широкою рекой пояском-мостком перетянутой», о ледоходе на Неве и о творениях Андрея Рублёва… В стихотворении «Мужик» сквозит горестное недоумение перед тёмной силой, вытолкнувшей в российскую историю зловещую фигуру Григория Распутина. Но всё же и в «Костре», несмотря на прорвавшуюся русскую тему, он остаётся рыцарем Музы Дальних Странствий и продолжает искать свою подлинную — духовную — родину всюду, лишь изредка останавливаясь на мысли, что она может находиться именно в России.— Павловский А. И. Николай Гумилев, с. 50
При этом маститый советский критик указывает, что ни в «Костре», ни в других стихах, «сопутствовавших этой книге и создававшихся в канун величайшего из социальных переворотов, нет и намёка на круто вздымавшуюся волну революции».